# Luembe
Luembe är ett vattendrag i Kongo-Kinshasa, ett biflöde till Lubilanji (Sankuru). Det rinner genom provinserna Haut-Lomami och Lomami, i den centrala delen av landet, 1 000 km öster om huvudstaden Kinshasa. En del av vattendraget ingår i gränsen mellan provinserna.